# Megalomartire
Un megalomartire (in greco bizantino: μεγαλομάρτυς, Grande Martire) è, nel contesto del cristianesimo ortodosso e delle chiese cattoliche di rito orientale, un martire che per la propria fede ha affrontato un supplizio particolarmente atroce e prolungato, spesso caratterizzato dalla presenza di eventi prodigiosi e conversioni al cristianesimo da parte dei presenti. Non è solo la cruenza del martirio a caratterizzare il megalomartire, ma anche l'ampiezza e diffusione del culto.
Vengono definiti megalomartiri ("grandi martiri") i cristiani dei primi secoli dopo Cristo che hanno subito il martirio prima dell'editto di Milano e il termine viene usato solo per designare i laici, dato che i religiosi vengono ricordati come ieromartiri.  I megalomartiri non costituiscono una classe speciale di santi, ma sono ricordati nella liturgia insieme agli altri martiri. Particolarmente emblematico è il caso di San Giorgio, ricordato appunto con l'epiteto di "Megalomartire" (Ἅγιος Γεώργιος ὁ Μεγαλομάρτυς, Hàghios Geòrgios ho Megalomàrtys). Infatti, dopo la cattura, San Giorgio avrebbe subito il martirio per ben tre volte, venendo riportato in vita ogni volta prima di essere decapitato definitivamente; al suo prolungato supplizio assistettero numerose persone che, come Alessandra da Roma, furono talmente toccate dalle sue sofferenze e dal suo esempio da convertirsi a loro volta al cristianesimo.

## Elenco parziale dei megalomartiri
Di seguito, un elenco parziale di santi dei primi secoli venerati come megalomartiri nell'oriente cristiano:
- Anastasia di Sirmio, martire sotto Diocleziano.
- Artemio, martire sotto Giuliano.
- Barbara, martire del III secolo.
- Caterina d'Alessandria, martire sotto Massimino Daia.
- Cristina di Bolsena, martire sotto Diocleziano.
- Demetrio di Tessalonica, martire sotto Diocleziano.
- Eufemia di Calcedonia, martire sotto Diocleziano.
- Eustachio, martire sotto Adriano.
- Giorgio, martire sotto Diocleziano.
- Margherita di Antiochia, martire sotto Massimiano.
- Mena d'Egitto, martire sotto Diocleziano.
- Mercurio di Cesarea, martire del III secolo.
- Pantaleone di Nicomedia, martire sotto Massimiano.
- Parasceva di Roma, martire sotto Marco Aurelio.
- Procopio di Scitopoli, martire sotto Diocleziano.
- Saba il Goto, martire sotto Valentiniano I e Valente.
- Teodoro di Amasea, martire del IV secolo.
- Trifone, martire sotto Decio.